# 白斯德望
白斯德望（法語：Étienne-Raymond Albrand；1805年4月4日—1853年4月22日）是天主教法國籍主教及巴黎外方傳教會會士。曾任前貴州宗座代牧區宗座代牧（1846年-1853年）。

## 生平
白斯德望出生於1805年4月4日，在法蘭西第一帝國上阿爾卑斯省的市鎮聖克雷潘。1829年6月19日，白斯德望在24歲時晉鐸，並於1831年加入巴黎外方傳教會會士赴暹羅地區傳教。
1846年3月27日，聖座恢復貴州宗座代牧區，由巴黎外方傳教會會士負責管理。同年8月13日，白斯德望在41歲時獲時任教宗庇護九世任命為前貴州宗座代牧區宗座代牧，領銜敘利亞蘇拉教區主教。白斯德望從暹羅經葡屬澳門，次年6月抵達貴州省貴陽。
不久，白斯德望到興義黃草壩一帶巡視教務。回貴陽後，又赴黔北、黔東北探訪信徒。1948年再度赴黔北，順道到四川重慶會見四川東境宗座代牧范若瑟主教共商貴州省教務。
1849年3月18日，在重慶小修院由四川東境宗座代牧范若瑟主教主禮晉牧。1850年，白斯德望主教在索要发还的小堂旧址，建成贵州第一所正式的天主教堂（贵阳北天主堂），作为主教座堂。
白斯德望主教在赴興義黃草壩巡視教務回貴陽途中身患傷寒，醫治無效。1853年4月22日，白斯德望主教在清朝貴州省貴陽去世，年48歲。白斯德望主教遺體葬於六冲关修院。